# Duwagadhi
Duwagadhi (nepalski: दुहागढी) – gaun wikas samiti we wschodniej części Nepalu w strefie Meći w dystrykcie Jhapa. Według nepalskiego spisu powszechnego z 2001 roku liczył on 1757 gospodarstw domowych i 8666 mieszkańców (4333 kobiet i 4333 mężczyzn).